# 장즈전
장즈전(중국어 간체자: 张之臻, 정체자: 張之臻, 병음: Zhāng Zhīzhēn, 한자음: 장지진, 1996년 10월 16일~)은 중화인민공화국의 테니스 선수이다. 2024년에 세계 랭킹 46위에 오르며 역대 중국인 남자 선수 중 가장 높은 랭킹에 도달했다. ATP 챌린저 투어에서 단식 타이틀 3개, 복식 타이틀 2개를 획득했으며 ITF 퓨처스 대회에서 단식 타이틀 2개와 복식 타이틀 2개를 획득했다. 2021년에는 오픈 시대가 도래한 후 윔블던 본선에 참가한 최초의 중국 선수가 되었다. 2022년 10월에는 중국 남자 선수로는 최초로 ATP 단식 순위 상위 100위권에 도달했으며 2023년 마드리드 오픈에서 ATP 월드 투어 마스터스 1000 8강에 진출한 최초의 중국 선수가 되었다. 